# Annona praetermissa
Annona praetermissa (tiếng Anh thường gọi là Wild Sour Sop) là một loài thực vật]] thuộc họ Annonaceae. Đây là loài đặc hữu của Jamaica. Chúng hiện đang bị đe dọa vì mất môi trường sống.